# Pare Paulo Ricardo
Paulo Ricardo de Azevedo Júnior, nascut a Recife (Pernambuco) el 7 de novembre de 1967, és un capellà catòlic, escriptor, professor universitari i presentador brasiler, conegut com el Pare Paulo Ricardo.
Va ser ordenat el 14 de juny de 1992 pel Papa Joan Pau II. És vicari parroquial (la parròquia de Crist Rei, Várzea Grande, MT) i es dedica a l'evangelització a través dels mitjans de comunicació. És professor a l'Institut Papa Benet XVI, la Diòcesi de Lorena, SP, a partir del 2011. De pensament conservador, és l'autor de nou llibres i va presentar el programa setmanal Vuitè Dia, nova cançó a la televisió. És un líder conservador prominent al Brasil. Pare Paulo Ricardo ensenya cursos vinculats a la religió catòlica i el conservadorisme.

## Llibres
- A resposta católica. 2. ed. Campinas: Ecclesiae, 2013. v. 1. 198 p. ISBN 9788563160386
- Cristologia e Soteriologia. 1. ed. Campinas: Ecclesiae, 2011. v. 1. 52 p. ISBN 9788563160089
- Os mártires de hoje. 1. ed. Campinas: Ecclesiae, 2013. v. 1. 120 p. ISBN 9788563160256
- Teologia Fundamental I. Campinas: Ecclesiae, 2010. v. 1. 52 p. ISBN 9788563160010
- Teologia Fundamental II. Campinas: Ecclesiae, 2010. v. 1. 68 p. ISBN 9788563160027
- Trindade. 1. ed. Campinas: Ecclesiae, 2010. v. 1. 50 p. ISBN 9788563160133
- Vaticano II: ruptura ou continuidade?. Campinas: Ecclesiae, 2009. v. 1. 48 p. ISBN 9788563160003
- Um Olhar que Cura. São Paulo: Editora Canção Nova, 2008. v. 1. 160 p.[8]
- Uma Flor do Clero Cuiabano: biografia do Padre Armindo Maria de Oliveira, SDB (1882-1918). 3. ed. São Paulo: Paulus Editora, 1999. v. 1. 192 p. (Org.) ISBN 9788534914819